# Ilha dos Estados
A Isla de los Estados (Ilha dos Estados) (54° 47′ S, 64° 15′ O) é uma ilha argentina, próxima ao estreito de Le Maire, na extremidade leste do arquipélago da Tierra del Fuego. Deve o seu nome aos Estados Gerais dos Países Baixos.
Dado que foi declarada reserva provincial ecológica, histórica e turística, o acesso está restringido a determinados contingentes turísticos que partem de Ushuaia, que devem pernoitar na embarcação que os trouxe. Todo o arquipélago é administrado pela Armada Argentina.

## História
A ilha foi descoberta em 25 de dezembro de 1615 por Jacob le Maire e Willem Schouten, que lhe chamou Terra dos Lordes do Estado. O capitão neerlandês Hendrik Brouwer avistou-a em 1643. O navegador argentino Luis Piedra Buena construiu um abrigo perto de Port Cook em 1862, e uma pequena fábrica de extração de óleo de foca na ilha.